# Chris Mol
Christiaan Jacobus Maria (Chris) Mol (De Heen, 17 augustus 1892 - Oisterwijk, 14 juni 1979) was een Nederlands politicus.

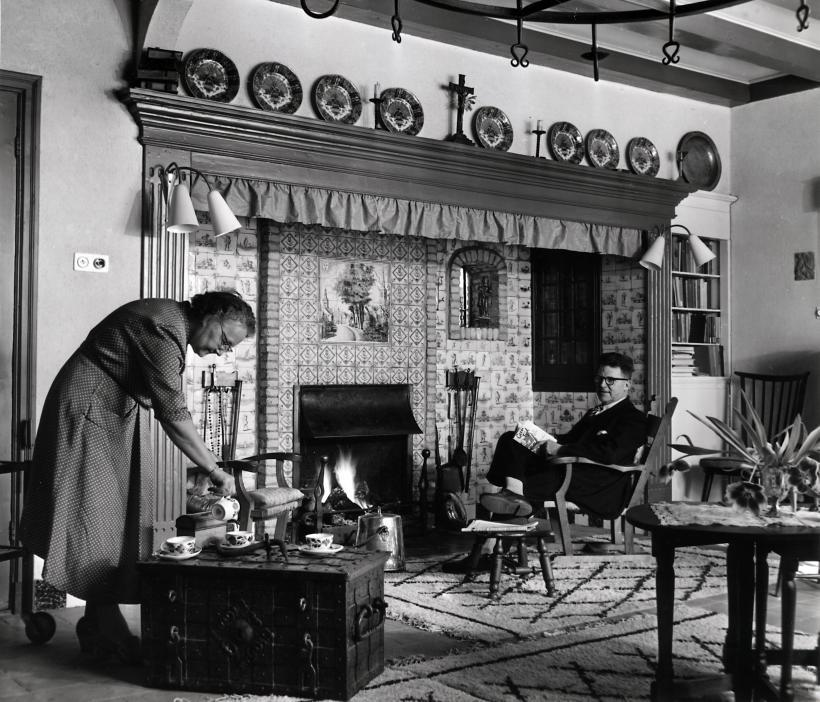
C.J.M. Mol, arts en KVP kamerlid thuis voor de haard. Zijn vrouw schenkt thee in. Etten, Nederland, 18 februari 1956.

## Loopbaan
Chris Mol bezocht het Canisius College in Nijmegen van 1904 tot 1909 en studeerde medicijnen aan de Universiteit van Amsterdam van 1909 tot 1916 en in Wenen in 1917. Hij was huisarts in het Brabantse dorp Etten (1917-1947). Tijdens de Tweede Wereldoorlog was hij actief in het artsenverzet. Van 1946 tot 1956 was hij Tweede Kamerlid voor de KVP als woordvoerder volksgezondheid. Hij was daarnaast medeoprichter van de Landelijke Huisartsen Vereniging, secretaris (1929-1939) en voorzitter (1939-1964) van het Wit-Gele Kruis Brabant en voorzitter van zorgverzekeraar Onderlinge Nationale Verzekering tegen Ziekenhuiskosten. Hij protesteerde tegen de behoudende koers van de katholieke kerk door in 1970 als protest zijn pauselijke onderscheidingen terug te geven. In mei 1974 werd hem een eredoctoraat aan de Katholieke Universiteit Nijmegen verleend.
- Biografisch Portaal: 84826904
- Gemeinsame Normdatei: 129356719
- International Standard Name Identifier: 0000 0000 2059 0213
- Nederlandse Thesaurus van Auteursnamen: 07081192X
- Parlement.com: vg09ll3f8zzs
- Virtual International Authority File: 20759985
- WorldCat: E39PBJxrQJhgV4QydPK86kg9Xd